# Henderson Forsythe
Henderson Forsythe (Macon (Missouri), 11 september 1917 – Williamsburg (Virginia), 17 april 2006) was een Amerikaans televisie- en theateracteur.

## Biografie

### Beginjaren
Forsythe studeerde af in theater aan de Universiteit van Iowa in Iowa City. Na zijn studie diende hij bij de United States Army in de rang van kapitein en vocht mee in de Tweede Wereldoorlog. 

### Theater
Forsythe won in 1979 een Tony Award voor beste acteur met zijn rol in de musical The Best Little Whorehouse in Texas. Hij speelde ook in onder andere Who's Afraid of Virginia Woolf en The Birthday Party. 

### Televisie
Forsythe begon in 1957 met acteren voor televisie in de televisieserie The Alcoa Hour. Hierna heeft hij nog meer rollen gespeeld in televisieseries en films zoals The Edge of Night (1958), The United States Steel Hour (1954-1963), Interiors (1978), As the World Turns (1961-1987), Zoya (1995) en Law & Order (1991-1999). Voor zijn rol in de televisieserie As the World Turns werd hij in 1981 genomineerd voor een Daytime Emmy Award.

### Gezinsleven
Forsythe trouwde op 26 mei 1942 en zij kregen samen twee zonen. Op 17 april 2006 overleed hij aan ouderdom in zijn woonplaats Williamsburg (Virginia).

## Filmografie

### Films
- 1998 Species II – als werknemer in de Pentagon
- 1995 Zoya – als Arnold Evan
- 1992 Teamster Boss: The Jackie Presser Story – als Senator Bruckmeyer
- 1991 Carolina Skeletons – als rechter Brickstone
- 1991 The Cabinet of Dr. Ramirez – als Senior Lid
- 1991 In the Line of Duty: Manhunt in the Dakotas – als Doc Martin
- 1991 Separate But Equal – als Robert Jackson
- 1989 Chances Are – als Ben Bradlee
- 1987 End of the Line – als Thomas Clinton
- 1983 Silkwood – als Quincy Bissell
- 1983 Sessions – als?
- 1981 Crisis at Central High – als Glenn Huckaby
- 1981 World of Honor – als Peterson
- 1979 Night-Flowers – als John Flynn
- 1978 Interiors – als rechter Bartel
- 1978 The Greek Tycoon – als Stoneham
- 1977 The Private Files of J. Edgar Hoover – als Suydam
- 1972 Dead of Night – als Dr. Philip Allman

### Televisieseries
Uitgezonderd eenmalige gastrollen.
- 1960 – 2003 As the World Turns – als Dr. David Stewart – 187 afl.
- 1989 Nearly Departed – als Opa Jack Garrett – 6 afl.
- 1988 Eisenhower & Lutz – als Barnett M. Lutz – 13 afl.
- 1983 Freedom to Speak – als ?? - 3 afl.
- 1964 East Side/West Side - als Bowen Munro - 3 afl.
- 1958 – 1960 From These Roots – als Jim Benson - 646 afl.
- 1957 Hotel Cosmopolitan - als hoteldetective - 167 afl.

### Theaterwerk opBroadway
- 1990 Some Americans Abroad – als Orson Baldwin
- 1978 – 1982 The Best Little Whorehouse in Texas – als Sheriff Ed Earl Dodd
- 1976 A Texas Triligy: The Oldest Living Graduate – als Clarence Sickenger
- 1976 A Texas Trilogy: The Last Meeting of the Knights of the White Magnolia – als L.D. Alexander
- 1974 The Freedom of the City – als Priester
- 1970 The Engagement Baby – als Nelson Longhurst
- 1970 Harvey – als William R. Chumley
- 1967 – 1968 The Birthday Party – als Petey
- 1966 – 1967 A Delicate Balance – als Harry
- 1966 Malcolm – als Cox / Miles / Politieman / Dokter
- 1965 – 1966 The Right Honourable Gentleman – als Mr. Joseph Chamberlain
- 1962 – 1964 Who's Afraid of Virginia Woolf ? – als George
- 1957 Miss Lonelyhearts – als Ned Gates
- 1950 The Cellar and the Well – als Mr. Hubble

- Biblioteca Nacional de España: XX1659724
- Gemeinsame Normdatei: 1061506088
- International Standard Name Identifier: 0000 0001 1487 0857
- Library of Congress Control Number: no2001003012
- MusicBrainz: af292b28-93ac-4f0b-94de-6d07bd0e18dc
- SNAC: w64x8kk2
- Virtual International Authority File: 2109279
- WorldCat: E39PBJqBtTWy3JrHyBCJkkTfv3